# Deysiré Salazar
Deysiré Mayte Salazar Biscaino (Río Alejandro, 4 mei 2004) is een Panamees voetbalspeelster die als middenvelder actief is bij Tauro FC en de nationale ploeg van Panama.

## Internationale carrière
Salazar nam met het nationale team deel aan de Pan-Amerikaanse Spelen 2019 en het CONCACAF-kwalificatietoernooi 2022. In 2022 speelde ze vijf wedstrijden in het nationaal vrouwenteam onder 20 op het CONCACAF-kwalificatietoernooi U-20.
Salazar maakte deel uit van de selectie van 23 speelsters die door Nacha Quintana op 26 januari 2023 bekendgemaakt werd voor de intercontinentale play-offs in februari in Nieuw-Zeeland en zich kwalificeerden voor het Wereldkampioenschap voetbal vrouwen 2023.
1: Fábrega ·
2: Jaén ·
3: Reyes ·
4: Castillo ·
5: Pinzón ·
6: Salazar ·
7: Rangel ·
8: Batista ·
9: Riley ·
10: Cox ·
11: Camarena · 12: Bailey · 13: Natis · 14: De León · 15: Guevara · 16: Espinosa · 17: Villagrand · 18: Hernández · 19: Cedeño · 20: González · 21: De Obaldía · 22: Ducreux · 23: Vargas · Coach: Quintana
1: Fábrega ·
2: Jaén ·
3: Natis ·
4: Castillo ·
5: Pinzón ·
6: Salazar ·
7: E.Cedeño ·
8: González ·
9: Riley ·
10: Cox ·
11: Mills · 12: Bailey · 13: Tanner · 14: Montenegro · 15: Vargas · 16: Espinosa · 17: Batista · 18: Hernández · 19: L.Cedeño · 20: Quintero · 21: De Obaldía · 22: Córdoba · 23: Baltrip-Reyes · Coach: Quintana